# Право на абортус
Абортус или побачај је спонтани или непосредни прекид трудноће одстрањењем или избачајем ембриона или фетуса из матернице пре способности људског плода за живот. Абортус је генерално предмет посебног прописа, било да је забрањен или дозвољен.

## Широм света
Универзална декларација о људским правима у свом члану 3. успоставља право на живот : „Свако има право на живот, слободу и сигурност личности“. Члан 5 такође предвиђа да „нико не сме бити изложен мучењу или окрутном, нељудском или понижавајућем поступању или кажњавању“.
У савременом праву решење је углавном у томе што новорођенче стече правну личност тек рођењем. Пре рођења он није особа, већ „правни предмет“ који може имати приватна или јавна права. У неким државама суд је донео одлуку кажњавањем, иако беба није рођена а мајка је извршила неки вид побачаја који није преписан по закону.

## Законодавство према географском подручју
Добровољни побачај је један од стариџ концепта. Заправо се забрана њене праксе спомиње у оригиналној Хипократовој заклетви.
Тренутно је у западним земљама опште опредељење у корист права на добровољни прекид трудноће. Примећено је, да је у земљама у развоју, добровољни прекид трудноће забрањен. Међутим, извори су углавном застарели. Последњи званични и комплетан пројекат пописа стања легализације у свету је одељење за економска и социјална питања Уједињених нација (УН) објављено 2001. годинe. Ово се заснива на потпуном упитнику који се шаље свакој држави. Овај пројекат је ажуриран 2011. године.

## Закон Европе
У скоро свим Европским земљама „добровољни прекид трудноће“ може се легално спровести у току првих десет до дванаест недеља аменореје (двадесет и једна у Холандији ), када нема законског ограничења на "медицинском прекиду трудноће".
У Европи је употреба за медицинска истраживања побачених ембриона или фетуса, спонтано или добровољно, предмет законодавног оквира..
Једина Европска земља која не дозвољава абортус је Малта, што се може упоредити са величином католичког становништва у овој земљи.